# Massengräber in Trbovlje
Massengräber entstanden auf dem Gebiet der heutigen Gemeinde Trbovlje, Slowenien, während des Zweiten Weltkriegs und danach. 
Bisher wurden fünf Gräber dokumentiert. 

## Massengrab in der StadtTrbovlje
- Abandoned Cemetery Mass Grave/Town Park Mass Grave (Grobišče na opuščenem pokopališču/Grobišče Mestni park): 30 deutsche Soldaten[1][2]

## Massengräber in Ortschaften der Gemeinde

### Dobovec
- Dobovec Mass Grave (Grobišče Dobovec): unbekannte Zahl und Nationalität[3]

- Ustaša Ravine Mass Grave (Grobišče Ustašev graben): unbekannte Zahl und Nationalität[4]

### Knezdol
- Hunting Lodge Mass Grave (Grobišče za Lovsko kočo): unbekannte Zahl und Nationalität[5]

### Retje nad Trbovljami
- Retje Mass Grave  (Grobišče Retje): unbekannte Zahl und Nationalität[6]